# Äggläggande tandkarpar
Äggläggande tandkarpar är en parafyletisk grupp av fiskar inom ordningen tandkarpar (Cyprinodontiformes). De kallas ibland också killis eller killifiskar, efter de fiskar som levde i de dräneringsdiken (på nederländska kallade "killis", efter kil, som betyder "liten bäck") som nyttjades i holländska kolonier i Nordamerika. Termen kom så småningom att användas för andra fiskar som bodde i liknande livsmiljöer, och slutligen användes den för att benämna alla äggläggande tandkarpar. Ordet förekommer idag på många språk, bland annat som killifish i engelska, killi i franskan och Killifische på tyska.
De äggläggande tandkarparna kan delas upp i två huvudgrupper; de som lever i vattensamlingar som årligen helt torkar ut (årstidsfiskar, eller annuella arter) och de som lever i vatten som inte torkar ut (växtlekare, eller icke-annuella arter). Det finns även en evolutionär mellanform, halvannuella arter, som lever i områden där vattnet torkar ut vissa år, men inte alltid.
Alla äggläggande tandkarpar är relativt kortlivade, men växtlekarna kan bli uppemot tre, fyra år gamla. De vuxna individerna av årstidsfiskarna, däremot, dör givetvis när allt vatten torkar ut. De arterna överlever endast genom sina ägg, som klarar sig i gyttjan efter att vattnet torkat ut, och sedan kläcks när regntiden återkommer. Detta kan dröja många månader; äggen sägs under denna tid vila i en så kallad diapaus.

## Familjer
Äggläggande tandkarpar förekommer i följande familjer:
- Aplocheilidae - årstidsfiskar, växtlekare och halv-annuella arter
- Cyprinodontidae - växtlekare
- Fundulidae - växtlekare
- Nothobranchiidae[1] - årstidsfiskar, växtlekare och halv-annuella arter
- Profundulidae - växtlekare
- Rivulidae - årstidsfiskar, växtlekare och halv-annuella arter
- Valenciidae - växtlekare

## Äggläggande tandkarpar i akvarium
Hanarna hos de äggläggande tandkarparna har ofta mycket vackra färgteckningar, och flera av arterna hålls som akvariefiskar. Eftersom de inte är så produktiva lämpar de sig inte särskilt väl för kommersiell odling, och säljs därför sällan i zoohandeln. Det finns istället många nationella såväl som internationella intresseorganisationer genom vilka medlemmarna sinsemellan försäljer sina fiskar. De stora geografiska avstånden mellan medlemmarna gör att man oftast använder postpaket eller till och med vanliga brev för försändelsen. Vanligtvis handlar man därför inte med vuxen fisk, utan sänder endast äggen.
Vid odling i fångenskap gäller att:
- Ägg av växtlekarna kläcks efter ett par veckor i vatten, och klarar inte alls torkning.
- Ägg av årstidsfiskarna måste dock genomgå torkning med diapaus under några månader, vilket i fångenskap brukar simuleras genom att man förvarar äggen i lätt fuktad torv i täta plastpåsar eller väl förslutna glasbehållare. Man brukar säga att torven inte får innehålla mer fukt än piptobak – den skall alltså nästan vara helt torr. Över tiden diffunderar rätt mycket fukt ut i luften även genom plast, och den stora svårigheten ligger i att erhålla en jämn fuktighet i torven under hela diapausen. Är torven för fuktig angrips äggen gärna av mögelsvampar, eller dör av syrebrist. Är torven för torr uteblir diapausen och äggen utvecklas inte alls, vilket till slut leder till att de dör.
- Hos mellanformen, de halvannuella arterna, kan äggen antingen kläckas efter en relativt lång tid i vatten, eller efter en relativt kort tid i torv.